# Liste der Gemeindeverbände im Département Charente
Das Département Charente liegt in der Region Nouvelle-Aquitaine in Frankreich. Es untergliedert sich in neun Gemeindeverbände.
Siehe auch: Liste der Gemeinden im Département Charente

## Gemeindeverbände

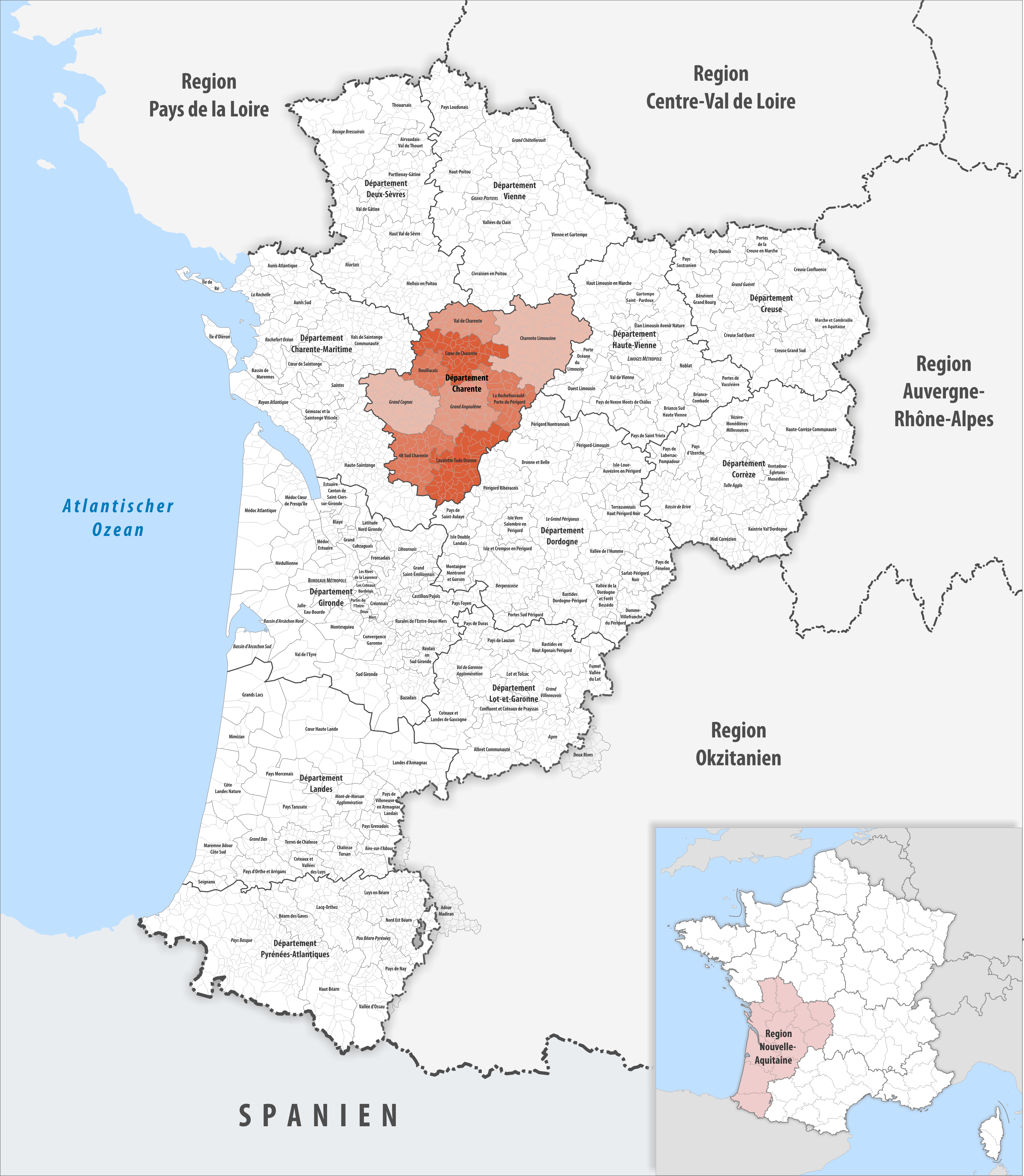
Gemeindeverbände im Département Charente

| Gemeindeverband                    | Gemeinden im Départ./Verband | Einwohner 1. Januar 2022 | Fläche km² | Dichte Einw./km² | SIREN- Nummer | Rechtsform                 | Gründungsdatum    |
| ---------------------------------- | ---------------------------- | ------------------------ | ---------- | ---------------- | ------------- | -------------------------- | ----------------- |
| 4B Sud Charente                    | 40/40                        | 19.940                   | 628,75     | 32               | 200 029 734   | Communauté de communes     | 3. November 2011  |
| Charente Limousine                 | 58/58                        | 35.187                   | 1.394,89   | 25               | 200 072 049   | Communauté de communes     | 20. Dezember 2016 |
| Cœur de Charente                   | 48/48                        | 22.006                   | 603,35     | 36               | 200 072 023   | Communauté de communes     | 19. Dezember 2016 |
| Grand Angoulême                    | 38/38                        | 142.458                  | 643,62     | 221              | 200 071 827   | Communauté d’agglomération | 16. Dezember 2016 |
| Grand Cognac                       | 54/54                        | 69.065                   | 754,26     | 92               | 200 070 514   | Communauté d’agglomération | 8. Dezember 2016  |
| Lavalette Tude Dronne              | 49/49                        | 17.477                   | 755,68     | 23               | 200 070 282   | Communauté de communes     | 8. Dezember 2016  |
| La Rochefoucauld-Porte du Périgord | 27/27                        | 21.882                   | 468,28     | 47               | 200 068 914   | Communauté de communes     | 22. November 2016 |
| Rouillacais                        | 13/13                        | 9.812                    | 287,82     | 34               | 241 600 303   | Communauté de communes     | 31. Dezember 1992 |
| Val de Charente                    | 32/32                        | 13.776                   | 419,34     | 33               | 200 043 016   | Communauté de communes     | 1. Januar 2014    |